# Balto (film)
Balto är en spelfilm/tecknad långfilm från 1995, distribuerad av Universal Pictures. Filmen är baserad på en sann historia om hunden Balto som hjälpte till att rädda barn från difteriepidemin 1925 genom att forsla medicin till den utsatta staden Nome.

## Röster (svensk version)
- Balto - Tommy Nilsson
- Jenna - Pernilla Wahlgren
- Boris - Peter Harryson
- Muk & Luk - Niclas Wahlgren
- Rosy - Annelie Berg
- Rosys mamma - Annica Smedius
- Rosys pappa - Joakim Jennefors
- Dixie - Malin Berghagen
- Sylvie - Annica Smedius
- Steele - Mattias Gårdinger
- Star - Andreas Nilsson
- Kaltag - Steve Kratz
- Nikki - Martin Forsström
- Farmor Rosy - Irene Lindh
- Barnbarnet - Love Taylor
- Dr. Curtis Welch - Gunnar Ernblad

### Övriga röster
- Johan Hedenberg
- Lasse Svensson
- Anoo Bhagavan